# Oudestadsraadhuis van Praag
Het Oudestadsraadhuis (Tsjechisch: Staroměstská radnice, in het Nederlands vaak vertaald als Oude Raadhuis) is een gebouw in de Oude Stad van de Tsjechische hoofdstad Praag. Het raadhuis, dat rond het jaar 1338 gebouwd werd in opdracht van Jan de Blinde, is gelegen aan het Oudestadsplein. De hoogte van de toren is 56,59 meter.
Aan de gevel van het gebouw bevindt zich het astronomisch uurwerk van Praag.